# Hoshihananomia octomaculata
Hoshihananomia octomaculata es una especie de coleóptero de la familia Mordellidae.

## Distribución geográfica
Habita en Gayndah Australia.